# Paracaesio stonei
Paracaesio stonei är en fiskart som beskrevs av Raj och Seeto, 1983. Paracaesio stonei ingår i släktet Paracaesio och familjen Lutjanidae. Inga underarter finns listade i Catalogue of Life.